# العرة (شبام كوكبان)

تعديل مصدري - تعديل

العرة هي إحدى قرى عزلة الأهجر بمديرية شبام كوكبان التابعة لمحافظة المحويت، بلغ تعداد سكانها 898 نسمة حسب تعداد اليمن لعام 2004.